# Hyperolius phantasticus
Hyperolius phantasticus és una espècie de granota de la família dels hiperòlids que viu al Camerun, República Centreafricana, República del Congo, República Democràtica del Congo, Gabon i, possiblement també, a Angola i Guinea Equatorial.